# Вогнівка пирійна жовта
Вогнівка пирійна жовта (Pediasia luteella) — вид лускокрилих комах родини вогнівок-трав'янок (Crambidae).

## Поширення
Вид поширений в Європі, на Кавказі і Закавказзі, в Середній Азії, Південному Сибіру та Монголії. В Україні трапляється повсюдно, найбільше в південних областях.

## Опис
Розмах крил 26-30 мм. Передні крила у самців вохряно-жовті, у самиць сіро-жовті. Задні крила жовто-сірі.

## Спосіб життя
Метелики літають з кінця травня до середини липня. Личинки живляться різними злаковими травами, можуть шкодити пшениці, вівсу тощо. Самиці відкладають яйця на листя злаків. Через 15-25 днів з'являються гусениці. З липня до осені живуть в павутинних ходах-трубочках у верхньому шарі ґрунту, харчуються корінням і основою стебел рослин. Заляльковуються в квітні — травні.